# Trioza chilensis
Trioza chilensis är en insektsart som beskrevs av Sulc 1914. Trioza chilensis ingår i släktet Trioza och familjen spetsbladloppor. Inga underarter finns listade i Catalogue of Life.